# Рочела Валдемоне
Рочела Валдемоне (итал. Roccella Valdemone) је насеље у Италији у округу Месина, региону Сицилија.
Према процени из 2011. у насељу је живело 691 становника. Насеље се налази на надморској висини од 753 м.

## Становништво
Према резултатима пописа становништва 2011. у општини је живело 711 становника.
| 1931. | 1936. | 1951. | 1961. | 1971. | 1981. | 1991. | 2001. | 2011. |
| ----- | ----- | ----- | ----- | ----- | ----- | ----- | ----- | ----- |
| 2.017 | 1.958 | 2.055 | 1.761 | 1.492 | 1.325 | 990   | 841   | 711   |